# Bambylor
Bambylor ou Bambilor est une commune du Sénégal du département de Rufisque en Région de Dakar.

## Géographie
Elle est située sur la route nationale RN8 à une trentaine de kilomètres de Dakar.

## Histoire
La commune est créée en 2011 comme communauté rurale et devient commune avec la communalisation intégrale en juin 2014, elle fait partie de l'arrondissement de Sangalkam, du département de Rufisque et de la région de Dakar.

## Population
En 2019, selon les projections de l'ANSD la population communale atteint 53 491 habitants.

## Quartiers
Depuis sa création elle comprend les villages suivants :
- Bambylor, le chef-lieu
- Cité El Hadji Doudou Basse
- Cité Mbaba Guissé
- Cité SAGEF Kounoune
- Diacksao
- Déni Biram Ndao Nord
- Déni Biram Ndao Sud
- Déni Guedj Sud
- Gorom I
- Gorom I
- Gorom III
- Kaniack
- Keur Ndiaye Lo
- Keur Daouda Sarr
- Kounoune
- Kounoune Ngalap
- Mbeuth
- Mbèye
- Niakhirate Peulh
- Ngendouf
- Wayambame

## Jumelages
Manresa (Espagne) depuis le 17 janvier 1997